# مارك باول ديرين
مارك باول ديرين (بالإنجليزية: Mark Paul Deren)‏ هو فنان أمريكي، ولد في 23 يونيو 1980.